# Stratovarius
Stratovarius és un grup de power metal finlandès format el 1984 i que segueix en actiu en l'actualitat. A través d'una mescla d'estils que van des del hard rock fins al symphonic metal passant pel metal neo-clàssic i metal progressiu, Stratovarius es manté avui en dia com una de les bandes més destacades del panorama del power metal europeu, juntament amb pioners de l'estil com Helloween, Blind Guardian o Gamma Ray. Actualment la banda compta amb 15 àlbums d'estudi, 6 àlbums recopilatoris i 4 àlbums en viu. Al llarg de la seva existència, la banda ha patit numerosos canvis en els seus membres, i actualment, el membre més antic és el cantant Timo Kotipelto, que va ingressar a la banda l'any 1994.

## Història

### Inicis iFright Night(1984-1989)
Originalment, la banda es va fundar a Hèlsinki l'any 1984 sota el nom de Black Water pel guitarrista Stefan Stråhlman, el baixista John Vihervä i el baterista Tuomo Lassila. A finals de 1984, John Vihervä va decidir abandonar la banda i el va substituir Jyrki Lentonen. L'any següent, la banda va decidir canviar el nom sota el paraigua de Stratovarius, el mot creuat de la famós model de guitarra Fender Stratocaster i els admirats violins del segle XVII Stradivarius. Aquell mateix any, una setmana abans d'un concert que la banda tenia programat a Aalborg, Dinamarca, Stefan Stråhlman va decidir abandonar la banda. Lassila va decidir telefonar al guitarrista Timo Tolkki, que uns anys enrere havia conincidit amb Lentonen a una banda anomenada Road Block, l per a què s'unís a la banda. Tolkki va acceptar la proposta i va aprendre totes les cançons a través d'una cinta de casette. A més, en aquell concert a Aalborg, Tolkki també esmenta en una entrevista que li van robar la seva Fender Stratocaster.
Ràpidament, Tolkki va eregir-se dins la banda com el líder i la seva ment pensant. A causa de les dificultats i les limitacions tècniques de Tuomo Lassila, que fins al moment també s'encarregava de la veu principal, Tolkki va assumir-ne el rol, juntament amb el de la guitarra. A més, Tolkki també es va convertir en el principal i pràcticament únic compositor de la banda, dotant a la banda del seu so característic que l'ha portat fins a la fama a través de les seves principals influències com la música barroca o guitarristes de rock com Ritchie Blackmore o Yngwie Malmsteen. Durant el 1987, la banda va treure les seves primeres demos i la discogràfica CBS Finland va decidir contractar-los.
El 1988, es va incorporar a la formació de la banda el teclista Antti Ikonen, i plegats van editar el seu primer single Future Shock/Witch Hunt, i posteriorment, es va llençar al mercat el maig de 1989 l'àlbum Fright Night, el primer disc d'estudi de la banda. Això els va permetre fer una gira durant l'estiu de 1989 i arribar a tocar al festival Giants of Rock, celebrat a la ciutat finesa de Hameelinna, amb bandes internacionals reconegudes com Anthrax.

### L'èxit al Japó:Twilight Time,DreamspaceiFourth Dimension(1990-1995)
Just després de la gira de Fright Night, Jyrki Lentonen va decidir abandonar la banda i la banda no va poder-ne trobar un substitut immediatament. A més, la discogràfica CBS Finland, va decidir trencar la seva relació professional amb la banda ja que no estava interessada en el nou material que Stratovarius estava preparant pel seu proper àlbum. D'aquesta forma, la banda va haver d'autofinançar la gravació del nou àlbum i Tolkki, a més de la seva tasca com a cantant i guitarrista, també va gravar les pistes de baix.
Finalment, a finals de 1991, la banda va aconseguir llençar només a Finlàndia Stratovarius II, o simplement II, el seu segon àlbum d'estudi a través de la discogràfica finesa Bluelight Records. Just durant el llançament de l'àlbum, es va unir a la banda el baixista Jari Behm, el qual apareix en la portada de l'edició l'àlbum de 1992 però tanmateix no apareix en els crèdits, ja que la totalitat de les pistes de baix van ser grabades per Timo Tolkki.
L'octubre de 1992, Stratovarius rellençar a tot Europa el seu segon àlbum d'estudi sota una portada totalment nova i sota el nom de Twilight Time amb la discogràfica Shark Records. Ràpidament, algunes còpies del disc van començar a circular pel mercat d'importació japonès, arribant a convertir-se en l'àlbum d'importació més venut al Japó el 1993. Davant d'aquest èxit, la companyia JVC Victor Entertainment va firmar un contracte amb la banda per distribuir l'àlbum al mercat japonès.
Poc després del llençament de Twilight Time, Jari Behm va abandonar la banda i el va substituir Jari Kainulainen, que es va integrar a la meitat del procés de creació de les noves cançons per Dreamspace, el seu proper àlbum, editat el 1994 a través de la discogràfica alemanya especialitzada en metal Noise. Durant la gravació de l'àlbum, el baterista Tuomo Lassila va patir lesions de consideració a les mans que el van impedir tocar durant un temps i les pistes de bateria restants les va assumir el baterista Sami Kuoppamaki. Làlbum va ser també un èxit al Japó, tal com relata Tolkki en una entrevista, explicant que en la seva primera gira que la banda feia Japó, concretament a Tòquio, Osaka i Nagoya, al voltant d'unes 600 persones els estaven esperant a l'aeroport de Tòquio per rebre'ls.
Al llarg de 1994, Tolkki, amb la col·laboració dels seus companys de Stratovarius, edita el seu primer àlbum en solitari Classical Variations and Themes, que conté temes com "Fire Dance Suite", inicialment composta per a Stratovarius el 1986. A més, també compta amb un bonus track de l'edició sudamericana en la qual participa el futur cantant de la banda Timo Kotipelto.
Paral·lelament, la banda treballa en el nou material per Fourth Dimension, el seu proper àlbum. En aquell moment, Timo Tolkki va decidir definitivament abandonar la seva tasca com a cantant i centrar-se en la guitarra, un fet proposat per la discogràfica de la banda al Japó JVC i en la que Tolkki va accedir. Així doncs, la banda va posar anuncis per diversos diaris de Finlàndia i Timo Kotipelto, després de respondre a l'anunci un petit assaig de prova amb tot el grup, es va unir a la banda. El març de 1995, Fourth Dimension va ser editat amb Kotipelto al micròfon. Tot i així, existeixen demos i versions inicials de les cançons de l'àlbum encara cantades pel mateix Tolkki. L'àlbum comença a mostrar part de l'estil que portaria a la fama a Stratovarius, amb un estil menys fosc que els dels anteriors àlbums i on el teclista Antti Ikonen guanyava presència i protagonisme.

### La formació clàssica i el salt a la fama (1996-1999)

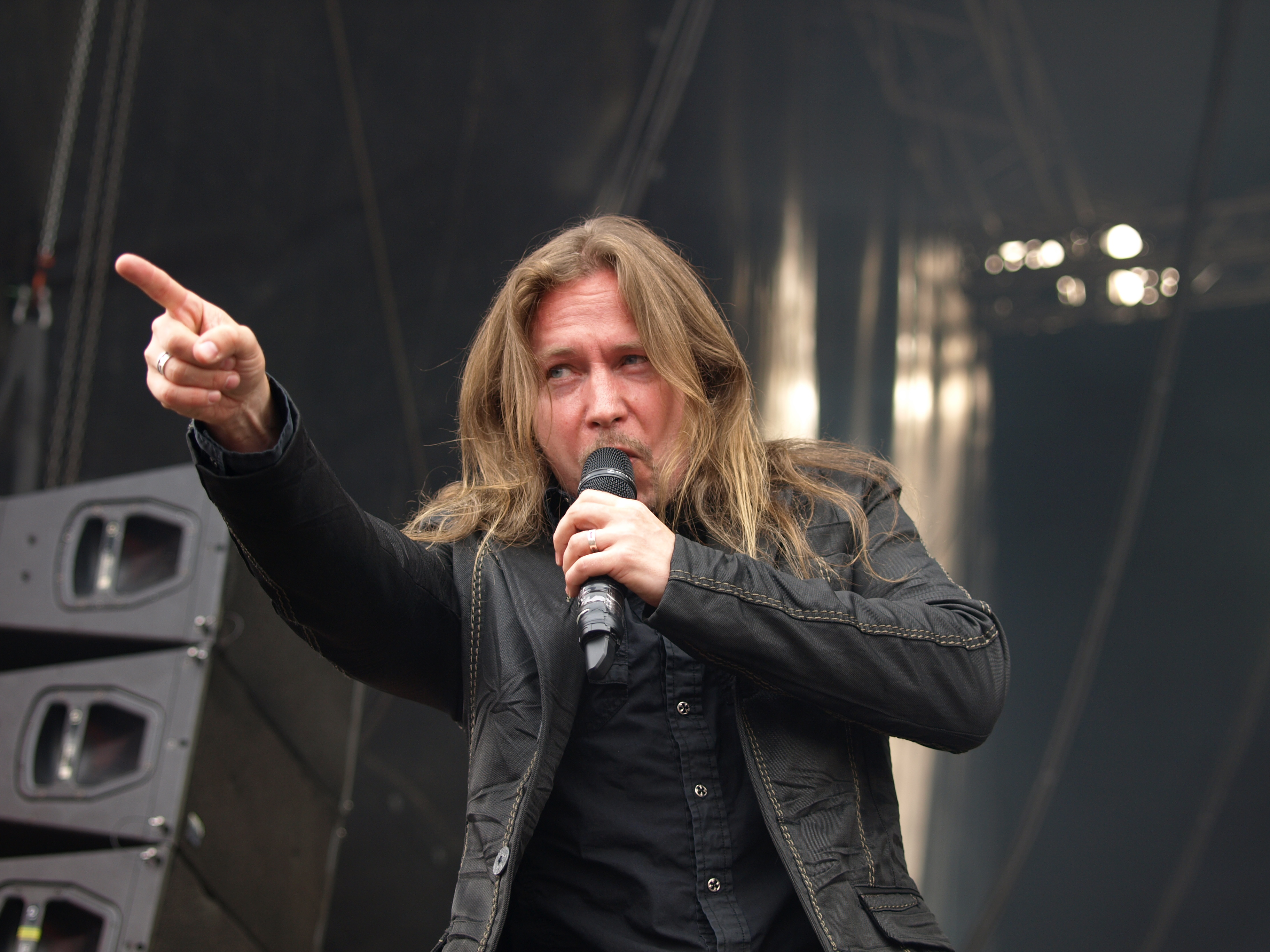
El cantant de la banda, Timo Kotipelto, actuant al festival Tuska Open Air.

A finals de 1995, la banda es va veure summergida en discrepàncies musicals que finalment van acabar per a que el teclista Antti Ikonen i el baterista Tuomo Lassila, únic integrant restant des de la creació de la banda, abandonessin Stratovarius. Els van substituir dos músics contrastats com el baterista germànic Jörg Michael, procedent de la banda alemanya Rage, i el teclista suec Jens Johansson, ex-membre de Dio i de la banda d'Yngwie Malmsteen, que poc abans havia estat sondejat per la banda americana Dream Theater per a que fos el seu nou teclista. Ja amb la nova formació van editar el seu cinquè àlbum d'estudi Episode. Amb ell, la banda va fer un salt qualitatiu important i van trobar el seu so propi i particular, que en molts moments comptava amb un gran cor de 40 cantants i una orquestra de corda de 20 músics.
A partir d'aquí, la banda va seguir editant pràcticament cada any, i cada un d'ells amb més èxit. Visions, editat el 1997, conté els clàssics de la banda com "The Kiss of Judas", "Legions", "Forever Free", "Paradise" o el seu temà més reconegut "Black Diamond". Comercialment, l'àlbum va ser un èxit, assolint ràpidament el top #4 de les llistes a Finlàndia i mantenint-se dins del top 40 durant 23 setmanes, fet que els va portar no només a fer grans gires per Europa i Japó sinó també per Amèrica del Sud. La portada de l'àlbum compta a més inclou una nova tipografia per al nom del grup així com també l'inclusió de la flor de lis com a icona de la banda, símbol que es mantindria fins a la marxa de Tolkki el 2008.
També el 1997, la banda treia al mercat el seu primer àlbum recopilatori anomenat The Past and Now. Després de les gires, la banda va editar un DVD sobre la retransmissió del concert que la banda va realitzar al programa televisiu "Jyrki. També, el juliol de 1998 va veure la llum l'àlbum en viu Visions of Europe, grabat en dos concerts celebrats el setembre de 1997 a Milà i a Atenes.
Destiny, llençat l'octubre de 1998 i amb grans cançons com el tema homònim del disc o "S.O.S.", donava un impuls més èpic i simfònic a la banda que els permetria assolir la posició #1 a les llistes fineses. Ja al 1999, la banda editava en format CD i DVD Visions of Destiny, un altre àlbum en viu, però aquesta vegada a l'emblemàtic Tavastia Club de Hèlsinki, a la seva Finlàndia natal. Paral·elament, la banda treballava en un nou àlbum recopilatori titulat The Chosen Ones.

### Infinite i les dues parts d'Elements (2000-2003)
De la mà del nou mil·lenni va sorgir Infinite, editat per la discogràfica Nuclear Blast, i amb una de les cançons més famoses de la banda com "Hunting High & Low", la qual va obtenir el segon lloc a la llista de singles finesa. També, l'àlbum va entrar al top #1 de les llistes fineses. A més, amb Infinite, la banda va realitzar la seva gira mundial més extensa de la seva carrera anomenada "Infinite Visions", del qual també se'n va editar un DVD i la banda va arribar a tocar davant de més de 300.000 persones.
Durant el 2001 i 2002, la banda es va pendre un descans i els seus integrants es van centrar en altres projectes musicals. El guitarrista Timo Tolkki va participar en l'àlbum debut del projecte d'òpera metal Avantasia, del cantant d'Edguy Tobias Sammet. També, va llençar al mercat l'any 2002 el seu segon àlbum en solitari Hymn To Life. Per altra banda, el cantant Timo Kotipelto també va editar el mateix any el seu primer àlbum en solitari titulat Waiting For The Dawn. Malgrat tots aquests projectes paral·lels, la banda va llençar al mercat a mitjans del 2001 l'àlbum Intermission, que contenia 3 noves cançons; el tema "Requiem", utilitzat per la banda com a introducció als seus concerts; tres covers, Kill the King i I Surrender de Rainbow i Bloodstone de Judas Priest, mentre que la resta de cançons són bonus tracks d'àlbums anteriors.
A principis de 2003, la banda llençava el seu ambiciós fins al moment, Elements Pt. I. Amb una gran orquestra simfònica al costat, la banda editava el seu novè àlbum d'estudi amb un caràcter encara més èpic i simfònic, fet que donava peu a cançons més llargues gràcies als passatges orquestrals. L'àlbum va anar succeït d'una nova gira mundial durant tot el 2003. A finals del mateix any, es llença al mercat la segona part, Elements Pt.2.

### Tensions entre la banda, l'àlbum homònim i la marxa de Tolkki (2004-2008)
Entre finals de 2003 i 2004, el cantant Timo Kotipelto i el baterista Jörg Michael són expulsats de la banda per causes no aclarides i durant un període molt breu de temps, van ingressar a la banda un cantant finlandesa desconeguda anomenada "Miss K" i el baterista de Hammerfall i germà del teclista Jens Johansson, Anders Johansson. A més, en un concert al festival al festival Piorno Rock a la ciutat de Granada el febrer de 2004, Stratovarius va realitzar diversos actes molt polèmics com el del teclista Jens Johansson orinant sobre el guitarrista Timo Tolkki o aquest últim publicant unes suposades imatges posteriors al concert on havia estat agredit. Posteriorment, tant Tolkki com Jens Johansson van afegir que tant els inceidents del Piorno Rock com la incorporació de "Miss K" a la banda havien estat un montatge planificat per a cridar l'atenció.

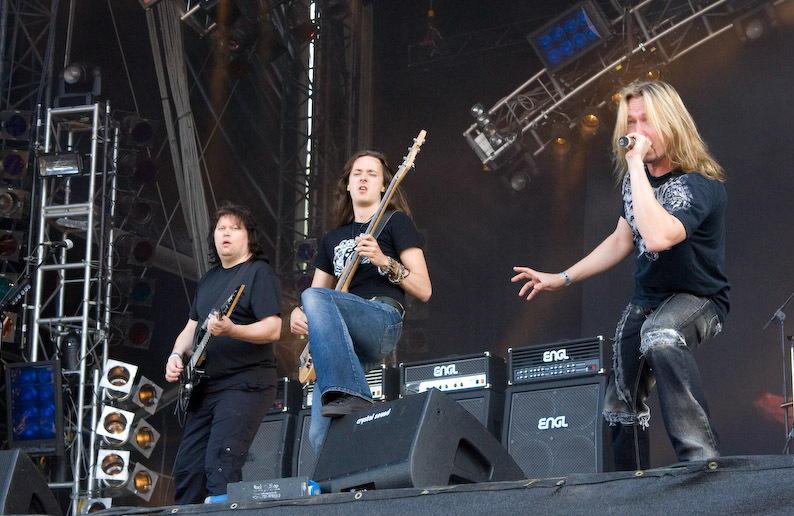
Timo Tolkki, Lauri Porra i Timo Kotipelto actuant amb Stratovarius al Wacken Open Air 2007

A principis de 2004, el guitarrista Timo Tolkki va patir diverses crisis d'ansietat que el van portar a estar ingressat a partir de l'abril en un hospital psiquiàtric i, consegüentment, va ser diagnosticat amb un trastorn de bipolaritat, fet que va comportar que estigués en rehabilitació tot el 2004 i per tant, la banda estigués parada.
La banda es va tornar a posar en marxar el gener de 2005 per a gravar un nou àlbum que veuria la llum el setembre de 2005. Tot i així, durant el mes de juny, el baixista Jari Kainulainen va decidir abandonar la banda (havent grabat tot l'àlbum però sense arribar mai a presentar-lo en viu) i va ser substituït pel jove músic finès Lauri Porra. L'àlbum, titulat homònimament, tindria una mala rebuda entre bona part de la seva audiència, ja que tenia un estil molt més proper al hard rock i allunyat del power metal i el metal simfònic desenvolupat en els àlbums anteriors.
Durant els següents anys, la banda es va veure involucrat en una batalla judicial contra la seva discogràfica, Sanctuary, amb qui havien firmat un contracte poc abans del disc homònim. La discogràfica, en fallida i amb molts problemes legals, va deixar de donar suport a la banda i no permetia la publicació d'un nou àlbum del grup. Durant el 2007, la banda va realitzar (tot i que mai va ser llençat al mercat) una demo del seu nou àlbum titulat Revolution Renaissence. Aquest àlbum es convertiria en l'àlbum fantasma de la banda, ja que mai s'arribaria editar. Tan sols, es va arribar a tocar diverses vegades en viu el seu single "Last Night On Earth", com en el cas del concert al festival Wacken de 2007. De fet l'àlbum no s'arribaria a editar ja que Tolkki anunciaria el febrer de 2008 una nova banda titulada "Revolution Renaissence" amb qui editaria el juny del mateix any l'àlbum inicialment anomenat amb aquest nom però ara sota el nom Nova Era i amb col·laboradors com l'excantant de Helloween Michael Kiske o el cantant de Edguy i Avantasia Tobias Sammet. No seria, però, fins al 4 de març de 2008, on a través del lloc web de la banda, anunciaria la dissolució de Stratovarius per manca de motivació i problemes personals entre els components del grup. La resta de membres, però, tenien la intenció de seguir amb la banda com a conseqüència dels problemes financers i legals amb Sanctuary. Tolkki, davant la iniciativa de la resta de membres de la banda de seguir amb el projecte, va decidir cedir tots els drets del nom "Stratovarius" així com també tota l'explotació de tota la discogràfia prèvia a Timo Kotipelto, Jens Johansson i Jörg Michael.

### La nova etapa sense Tolkki: Polaris i Elysium (2008-2011)

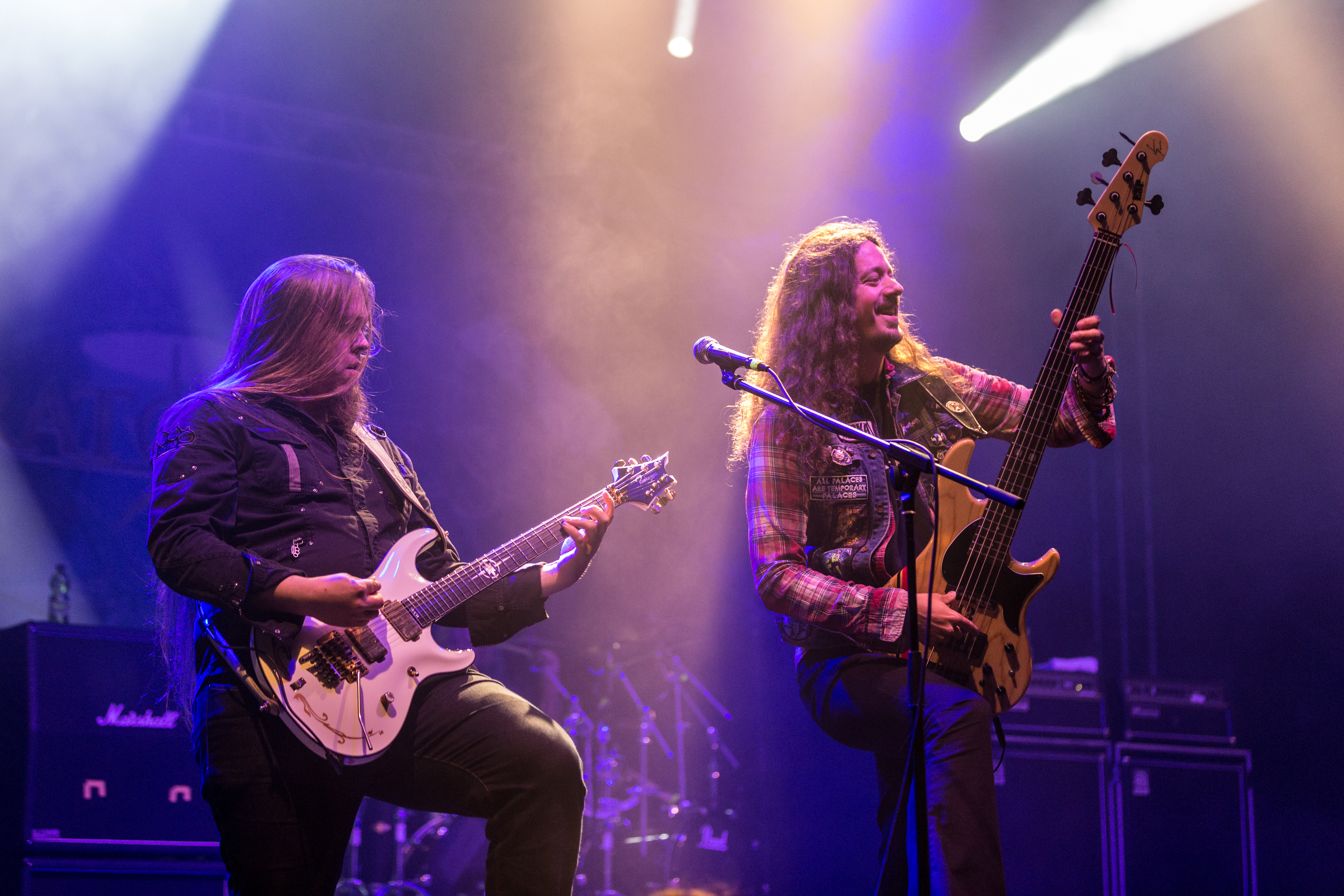
Kupiainen i Porra amb Stratovarius

Kotipelto, Johansson i Michael, juntament el baixista Lauri Porra, qui s'havia incorporat al 2005 i encara no havia pogut participar en cap àlbum de la banda, van reprendre la banda amb un substitut per a Tolkki, el llavors jove guitarrista finès Matias Kupiainen. Plegats, van començar a compondre i grabar material per a un nou àlbum des de l'estiu de 2008. Polaris va veure la llum el maig de 2009, amb un estil de power metal renovat i un punt diferent. Mentre en els àlbums anteriors era Tolkki qui assumia pràcticament la totalitat de la composició, a Polaris i en tots els àlbums posteriors a aquest, els membres de la banda (a excepció dels bateristes) es reparteixen de forma força igual el procés de composició. L'àlbum va tenir una bona rebuda tant dels fans com de la crítica, sobretot tenint en compte tots els problemes interns de la banda anteriors i la mala crítica que va rebre l'àlbum homònim, l'últim àlbum editat fins llavors. A més, l'àlbum va anar succeït per una gira durant tota la resta del 2009 i part del 2010.
La banda va tornar a l'estudi el 2010 per preparar un nou àlbum. Aquest va venir precedit per l'EP Darkest Hours, que contenia dues cançons incloses en el proper disc, on la cançó "Darkest Hours" seria llençada com a single. El nou àlbum, Elysium, es llençaria el gener de 2011 i inclouria la cançó més llarga de la història de la banda, "Elysium", disseccionada en tres parts que duren juntes un total de 18 minuts.

### Nemesis, Eternal i Intermission II: Enigma (2012-actualitat)
El 2012 va suposar la marxa del baterista Jörg Michael, que per motius de salut (el 2010 li havia estat diagnosticat un tumor) i per qüestions personals, va abandonar la banda i va ser substituït pel baterista finès Rolf Pilve. Amb la nova incorporació van treballar durant bona part del 2012 en un nou àlbum, Nemesis, que sortiria al mercat el febrer de 2013, amb una major dosi de sons elèctrònics que en entregues anteriors. A més, en la cançó "If the Story is Over", la banda compta amb participació en la composició i en les guitarres de Jani Liimatainen, l'exguitarrista de la banda de power metal finlandesa Sonata Arctica.
El 2015, després d'un petit retard en el seu llençament per manca de cançons, Stratovarius treu el seu quinzè àlbum, Eternal, que torna a comptar amb la participació de Liimatainen en la composició de tres cançons. A part, inclou la primera cançó del grup relacionada amb batalles històriques i vikings, "The Lost Saga", amb música de Kupianien i lletres de Kotipelto.
El 2016, la banda edita el seu àlbum recopilatori més complet titulat Best Of. A més de tots els gran clàssics de la banda, el disc també inclou una cançó nova anomenada "Until The End Of Days".
El 2018, la banda va decidir editar Intermission II: Enigma, la seqüela d'Intermission. Segueix el format de la primera part, amb 3 cançons noves, 4 noves versions orquestrals de cançons seves anteriors i tots els bonus tracks dels darrers quatre àlbums.

## Membres de la banda

### Membres Actuals

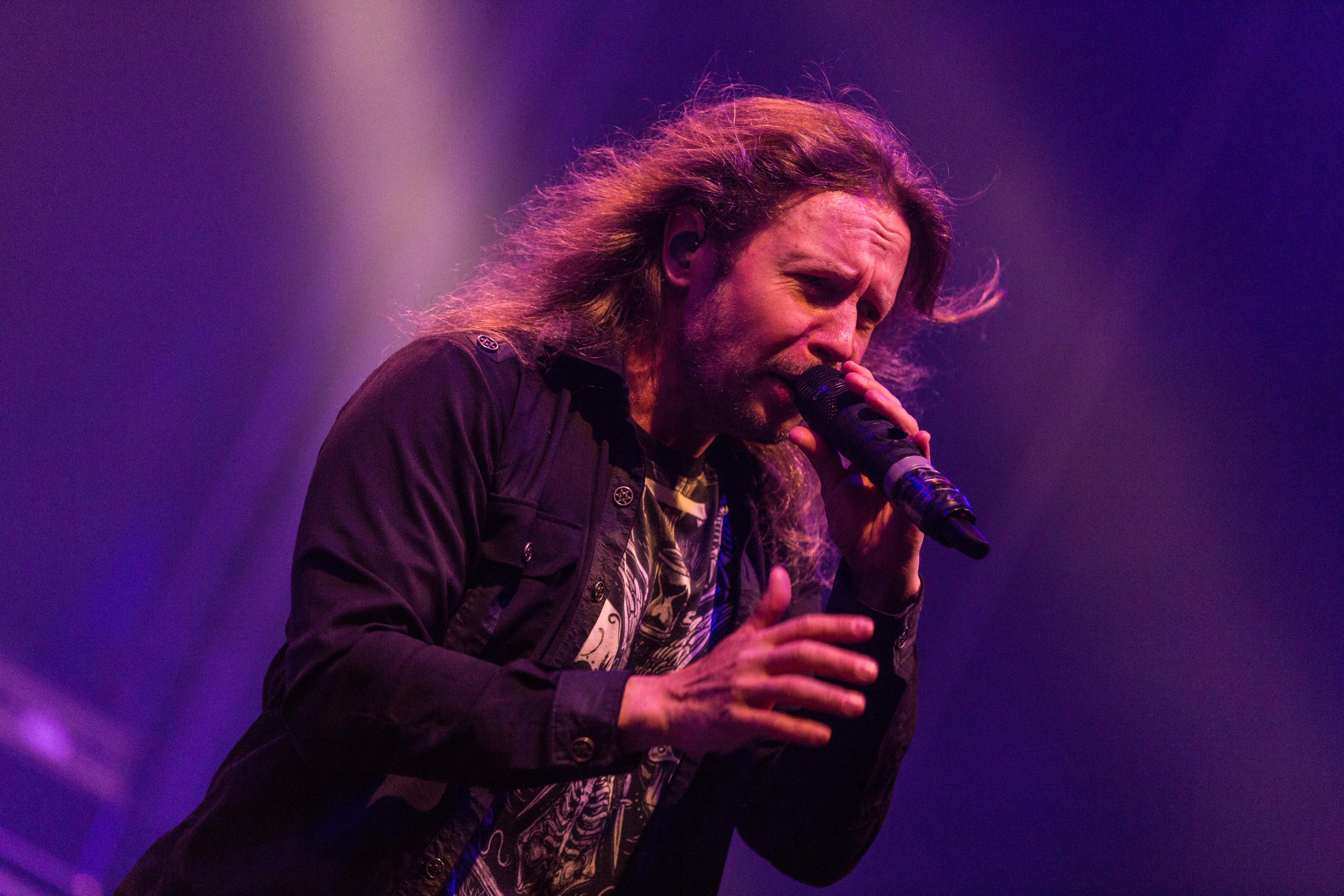
Timo Kotipelto, veu (1994-)
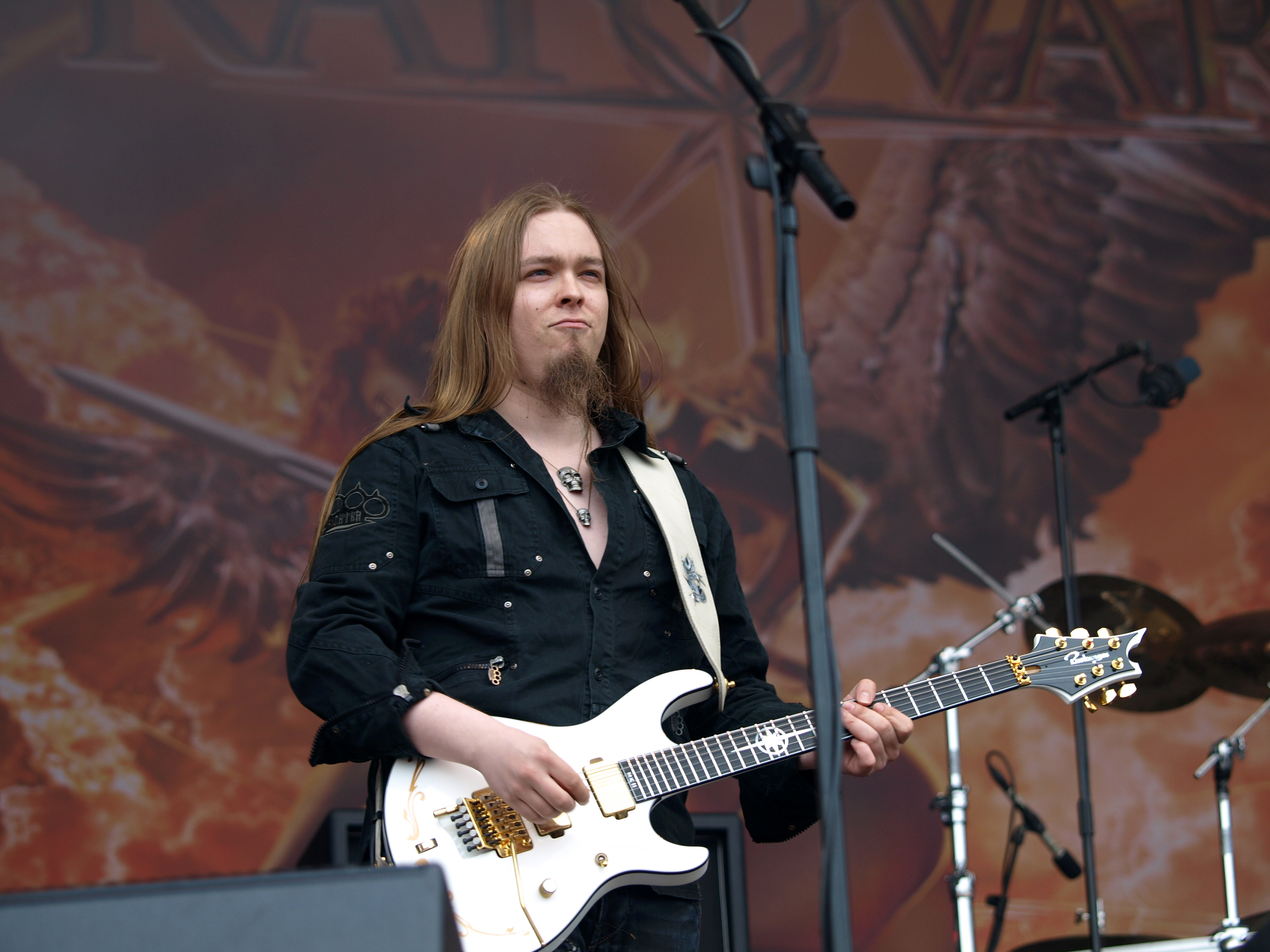
Matias Kupiainen, guitarra elèctrica (2008-)
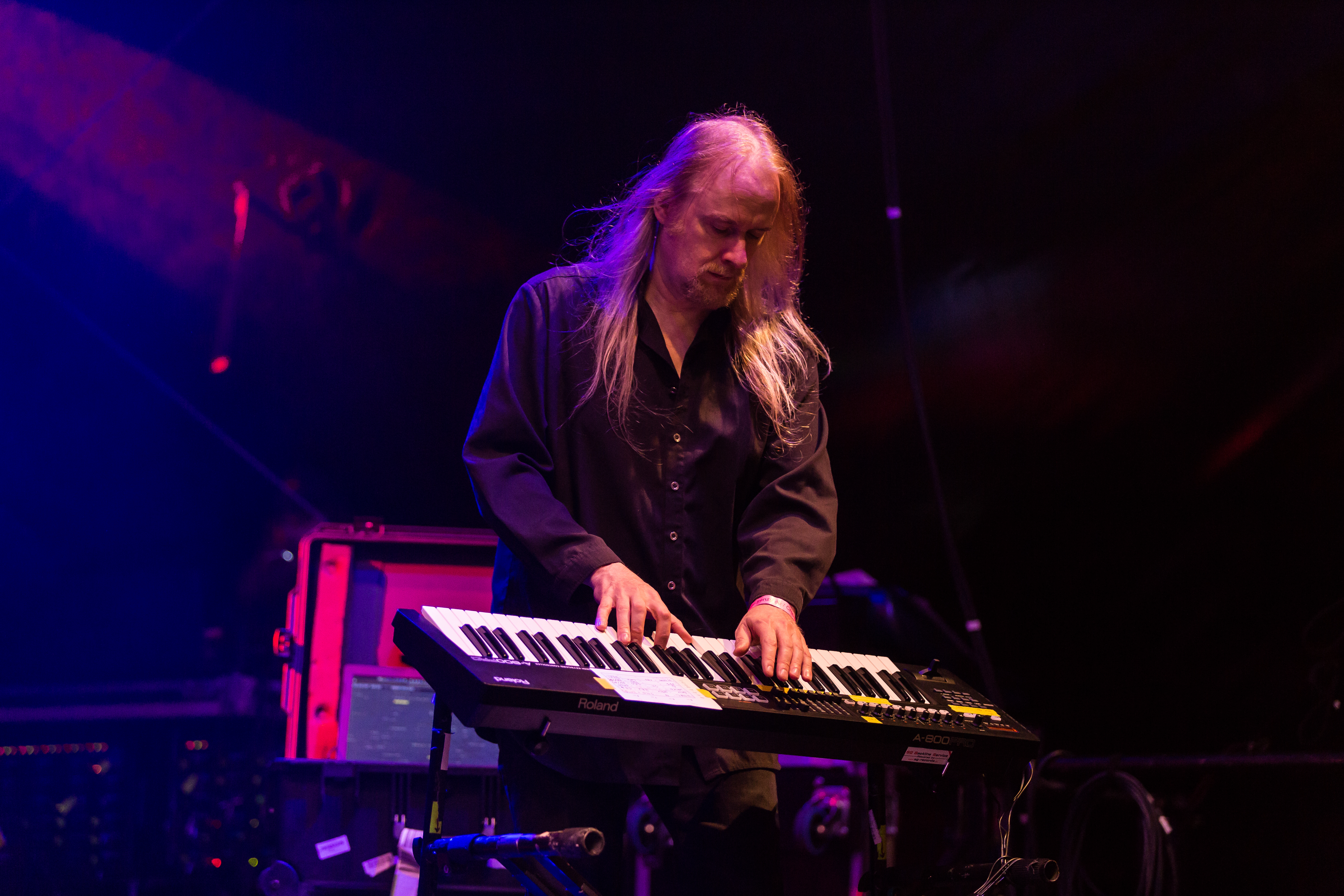
Jens Johansson, teclats (1995-)
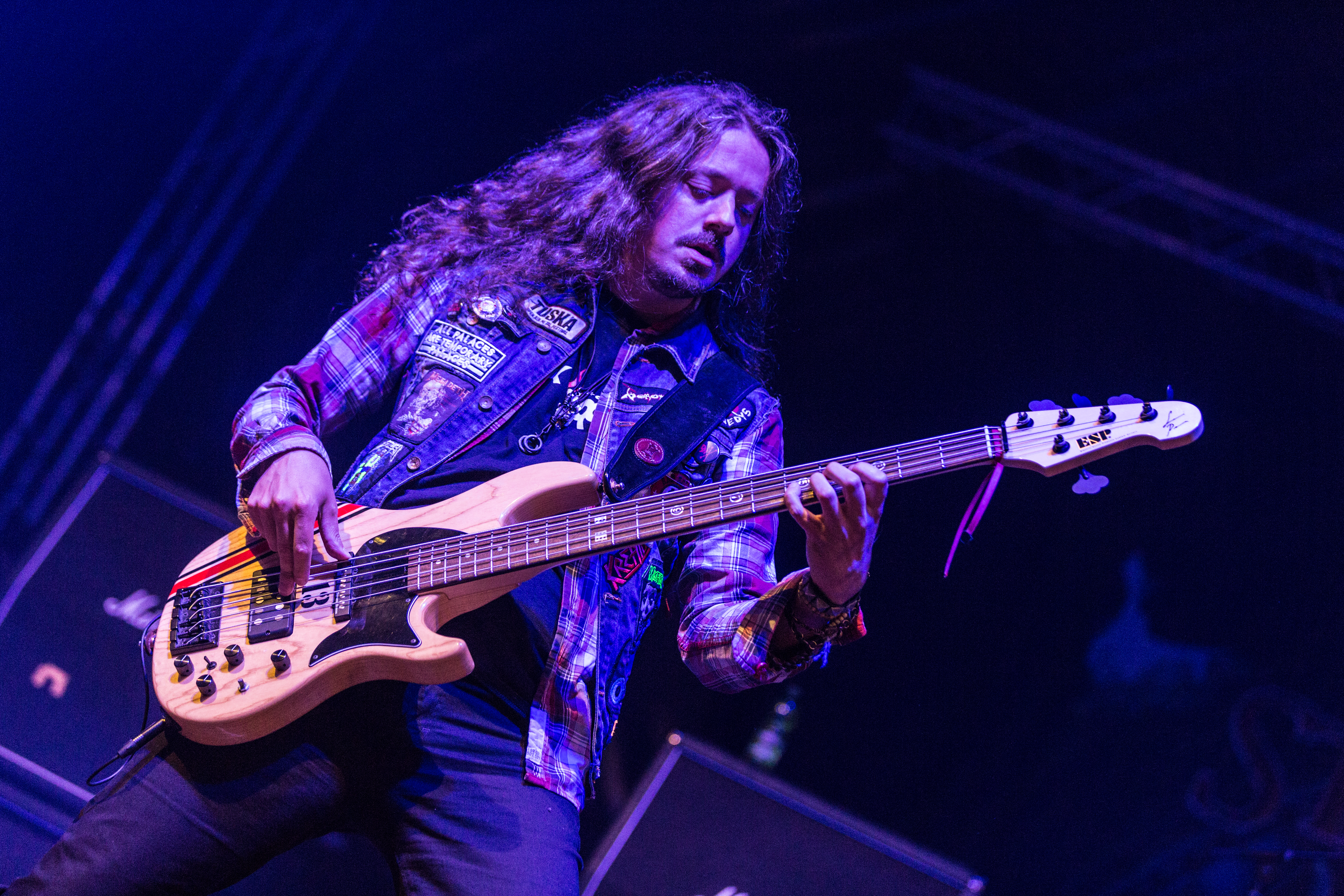
Lauri Porra, baix elèctric (2005-)
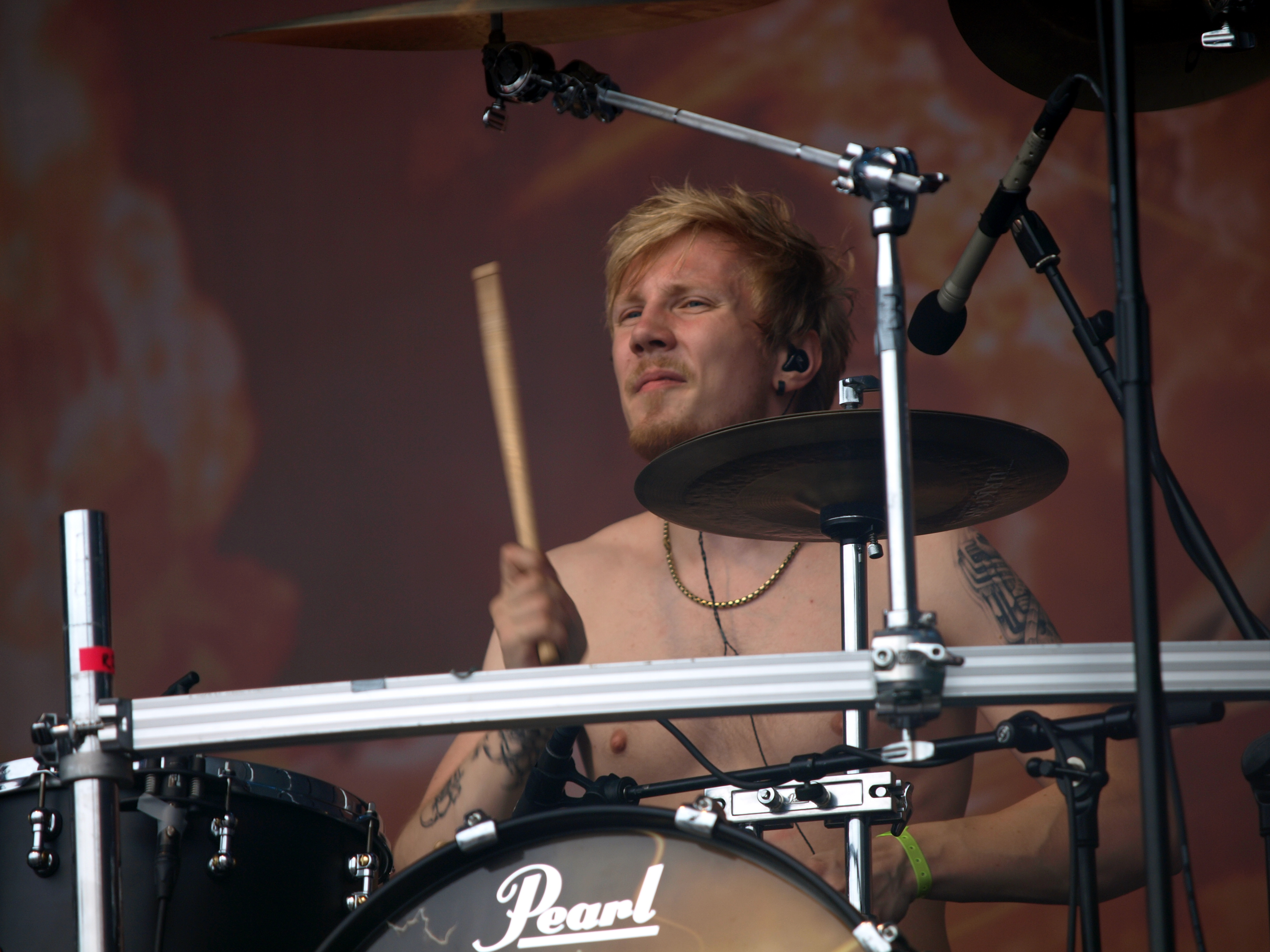
Rolf Pilve, bateria (2012-)

### Antics membres
- Staffan Stråhlman - Guitarra (1984-1985)
- Tuomo Lassila - Bateria (1984-1995), veu (1984- 1985)
- John Vihervä - Baix (1984)
- Jyrki Lentonen - Baix (1985-1990)
- Timo Tolkki - Guitarra (1985-2008), veu (1985-1994)
- Antti Ikonen - Teclats (1988-1995)
- Jari Kainulainen - Baix (1993-2005)
- Jörg Michael - Bateria (1995-2012)
- Katriina "Miss K" Wiiala - Veu (2004)
- Anders Johansson - Bateria (2004)

### Formacions del grup
1984: Tuomo Lassila, Bateria, Veu; Staffan Stråhlman, Guitarra; John Vihervä, Baix.
1985-1988: Timo Tolkki, Guitarra, Veu; Jyrki Lentonen, Baix; Tuomo Lassila, Bateria.
1988-1990: Timo Tolkki, Guitarra, Veu; Antti Ikonen, Teclat; Jyrki Lentonen, Baix; Tuomo Lassila, Bateria;
1991-1992: Timo Tolkki, Guitarra, Veu, baix (estudi); Jari Behm Baix (directe); Antti Ikonen, Teclat; Tuomo Lassila, Bateria.
1993: Timo Tolkki, Guitarra, Veu; Antti Ikonen, Teclat; Jari Kainulainen, Baix; Tuomo Lassila, Bateria.
1994: Timo Kotipelto, veu; Timo Tolkki, Guitarra; Antti Ikonen, Teclat; Jari Kainulainen, Baix; Tuomo Lassila, Bateria.
1995-2003: Timo Kotipelto, veu; Timo Tolkki, Guitarra; Jens Johansson, Teclat; Jari Kainulainen, Baix; Jörg Michael, Bateria.
2004: Katriina "Miss K" Wiiala, Veu; Timo Tolkki, guitarra; Jari Kainulainen, Baix; Jens Johansson, Teclats; Anders Johansson, Bateria.
2004-2005: Timo Kotipelto, veu; Timo Tolkki, Guitarra; Jens Johansson, Teclat; Jari Kainulainen, Baix; Jörg Michael, Bateria.
2005-2008: Timo Kotipelto, veu; Timo Tolkki, Guitarra; Jens Johansson, Teclat; Lauri Porra, Baix; Jörg Michael, Bateria.
2008-2012: Timo Kotipelto, veu; Matias Kupiainen, Guitarra; Jens Johansson, Teclat; Lauri Porra, Baix; Jörg Michael, Bateria.
2012-: Timo Kotipelto, veu; Matias Kupiainen, Guitarra; Jens Johansson, Teclat; Lauri Porra, Baix; Rolf Pilve, Bateria.

## Discografia

### Àlbums d'estudi
- Fright Night (1989)
- Twilight Time (1992)
- Dreamspace (1994)
- Fourth Dimension (1995)
- Episode (1996)
- Visions (1997)
- Destiny (1998)
- Infinite (2000)
- Intermission (2001)
- Elements Pt. 1 (2002)
- Elements Pt. 2 (2003)
- Stratovarius (2005)
- Polaris (2009)
- Elysium (2011)
- Nemesis (2013)
- Eternal (2015)
- Enigma: Intermission II (2018)
- Survive (2022)

### Àlbums en directe
- Visions of Europe (1998)
- Visions of Destiny (1999)
- Under Flaming Winter Skies (2012)

### DVDs
- Visions Of Destiny (1999)
- Infinite Visions (2000)
- Under Flaming Winter Skies (2012)
- Nemesis Days (2014)

### Compilacions
- The Past And Now (1997)
- The Chosen Ones (1999)
- 14 Diamonds (2000)
- Black Diamond the anthology (2006)
- Best Of (2016)

### Singles
- Future Shock (1988)
- Black Night (1989)
- Break the Ice (1992)
- Wings Of Tomorrow (1995)
- Father Time (Japó tan sols) (1996)
- Will the Sun Rise? (Japó tan sols) (1996)
- Black Diamond (Japó tan sols) (1997)
- The Kiss of Judas (Japó tan sols) (1997)
- SOS (1998)
- Hunting High and Low (2000)
- It's a Mystery (Vinyl) (2000)
- A Million Light Years Away (2000)
- Eagleheart (2002)
- I Walk to My Own Song (2003)
- Maniac Dance (2005)
- Deep Unknown (2008)
- Darkest Hours (2010)
- Unbreakable (2013)
- Unbreakable (Orchestal Version) (2018)
- Survive (2022)
- World On Fire (2022)
- Firefly (2022)

### Vídeos musicals
- Future Shock  (1989)
- Against The Wind (1995)
- Speed Of Light (1996)
- Black Diamond (1997)
- The Kiss Of Judas (1997)
- S.O.S. (1998)
- Hunting High And Low (2000)
- A Million Light years Away (2000)
- Freedom (2000)
- Eagleheart (2003)
- I Walk To My Own Song (2003)
- Maniac Dance(2005)
- Deep Unknown (2009)
- Under Flaming Skies (2011)
- Halcyon Days (2013)
- Unbreakable (2013)
- If the Story Is Over (2014)
- My Eternal Dream (2015)
- Shine In The Dark (2015)
- Until The End Of Days (2016)
- Unbreakable (Orchestal Version) (2018)
- World on Fire (2022)
- Firefly (2022)
- Broken (2022)
- Survive (2022)